# مأمور مخفی (فیلم ۲۰۲۴)
مأمور مخفی (اسپانیایی: La infiltrada‎؛ ‏انگلیسی: Undercover) که برخی منابع فارسی نام آن را نفوذی هم نوشته‌اند، یک فیلم دلهره‌آور اسپانیایی به کارگردانی آرانچا اِچه‌واریا است که در سال ۲۰۲۴ منتشر شد. تصویربرداری صحنه‌های فیلم از ۵ فوریهٔ ۲۰۲۴ آغاز و در امکان مختلفی از جمله سان سباستیان صورت پذیرفت. این فیلم، پرفروش‌ترین فیلم کارگردانی شده توسط یک کارگردان زن در اسپانیاست.
فیلم‌نامه بر اساس یک ماجرای واقعی و دربارهٔ یک مأمور مخفی (با نقش‌آفرینی کارولینا یوسته) است که با نام مستعار «آرانچا برادره مارین» به گروه جدایی‌طلب مسلح باسکی «اِتا» نفوذ کرد و موفق به از بین بردن «فرماندهی دونوستی» شد.

## گزیدهٔ بازیگران
- کارولینا یوسته در نقش «مونیکا/آرانچا»[۱۵][۱۶]
- لوئیس تسار در نقش «آنخل سالسِدو»[۱۵][۱۷]
- بیکتور کلاویخو در نقش «تروئِل»[۱۵]
- ناوسیکا بونین در نقش «آندرئا»[۱۵]
- دیگو آنیدو در نقش «سرخیو پولو»[۱۸]
- پدرو کازابلانک[۱]
- پپه اوسیو[۱]

## جوایز
- جایزه فورکه - بهترین بازیگر زن[۱۹]
- جوایز حلقه نویسندگان سینمایی - بهترین فیلم، کارگردانی، فیم‌نامهٔ غیراقتباسیُ بازیگر زن و بازیگر مرد نقش مکمل[۲۰]
- جوایز گویا - جایزه گویا برای بهترین فیلم و جایزه گویای بهترین بازیگر نقش اول زن[۲۱]